# Juktån
Der Juktån ist ein Fluss in der schwedischen Provinz Västerbottens län.
Er ist der zweitgrößte Nebenfluss des Ume älv nach dem Vindelälven. Der Fluss hat seine Quelle westlich des Sees Överst-Juktan. Er durchfließt diesen und weiter in vorwiegend südöstlicher Richtung durch die folgenden Seen Fjosoken und Storjuktan. Die letzteren zwei Seen sind abflussreguliert. Nach 177 km trifft der Juktån von Norden kommend nahe Åskilje auf den seit 1962 zum Stausee des Rusfors-Wasserkraftwerkes aufgestauten Ume älv. Im Bereich des Stausees liegen auch die unteren gut 10 km des Juktån etwa ab Gunnarn.
Der Juktån wird von der Europastraße 45 (Europaväg 45) und der Inlandsbahn gekreuzt, jeweils etwa auf halber Strecke zwischen Storuman und Sorsele.